# عبيد سالم بن ضبيع
عبيد سالم بن ضبيع سياسي يمني. هو وزير الشؤون الاجتماعية والعمل في حكومة الإنقاذ الوطني برئاسة عبد العزيز بن حبتور التابعة للمجلس السياسي الأعلى في سلطة صنعاء منذ 10 نوفمبر 2018.